# Björn Kerbein
Björn Kerbein (* 1. Oktober 1973 in Cuxhaven) ist ein deutscher Politiker der FDP.

## Ausbildung und Beruf
Nach dem Abitur 1993 belegte Björn Kerbein von Oktober 1994 bis Juni 2000 ein Studium der Rechtswissenschaften an der Universität Bielefeld. Das 1. Staatsexamen legte er 2000 ab, im Jahr 2003 promovierte er zum Dr. jur.
2002 machte Kerbein sich mit einer Tennisschule selbstständig, dessen Inhaber und Geschäftsführer er ist. Er ist verheiratet und hat zwei Kinder.

## Politik
Kerbein ist seit 2008 Mitglied der FDP. Er war kooptiertes Mitglied im Vorstand des FDP-Kreisverbandes Bielefeld. Von 2008 bis Mai 2015 fungierte er als Fraktions- bzw. Gruppengeschäftsführer der FDP im Rat der Stadt Bielefeld.
Björn Kerbein wurde am 6. Februar 2015 Abgeordneter des 16. Landtags von Nordrhein-Westfalen, in den er für Robert Orth nachrückte. Björn Kerbein war sportpolitischer Sprecher der FDP-Landtagsfraktion sowie Sprecher der Fraktion in der Enquetekommission zur Zukunft der Familienpolitik in Nordrhein-Westfalen. Darüber hinaus war er ordentliches Mitglied im Ausschuss für Familie, Kinder und Jugend sowie stellvertretendes Mitglied im Rechtsausschuss. Mit dem Ende der Legislaturperiode schied er 2017 aus dem Landtag aus, da er zwar im Landtagswahlkreis  Gütersloh I – Bielefeld III 9,3 % der Erststimmen erhielt, aber nicht auf der FDP-Landesliste abgesichert war.